# Kokoro Kageura
Kokoro Kageura (* 6. prosince 1995 Macujama) je japonský zápasník–judista.

## Sportovní kariéra
Pochází ze sportovní rodiny. Otec Makoto hrál profesionálně ragby. S judem začal v 10 letech na základní škole v kroužku v rodné Macujamě. Po úspěších na japonských školních turnajích byl po maturitě přijat na prestižní univerzitu Tokai (東海大学) v Tokiu. Od roku 2018 je členem profesionálního judistického týmu dostihové společnosti Japan Racing Association (日本中央競馬会). V japonské mužské reprezentaci se pohybuje od roku 2016 v těžké váze nad 100 kg. I přes výborné výsledky na mezinárodní scéně se mu nedaří prosadit na pozici reprezentační jedničky.
V roce 2020 vešel v všeobecnou známost jako judista, který přerušil dlouholetou sérii vítězství Francouze Teddy Rinera.

### Vítězství
- 2017 - 1x světový pohár (Düsseldorf)
- 2018 - 2x světový pohár (Paříž, Budapešť)
- 2021 - 1x světový pohár (Taškent)

## Výsledky
| Olympijské hry    | —  |    |   |   |   | — |  |  |  |  |  |  |  |  |  |  |  |  |  |  |  |  |  |  |
| Mistrovství světa |    | —  | — | — |   | — |  |  |  |  |  |  |  |  |  |  |  |  |  |  |  |  |  |  |
| Asijské hry       |    |    | — |   |   |   |  |  |  |  |  |  |  |  |  |  |  |  |  |  |  |  |  |  |
| Mistrovství Asie  | 1. | —  |   | — | — | — |  |  |  |  |  |  |  |  |  |  |  |  |  |  |  |  |  |  |
| Univerziáda       |    | 1. |   | — |   |   |  |  |  |  |  |  |  |  |  |  |  |  |  |  |  |  |  |  |